# Tiratronchi

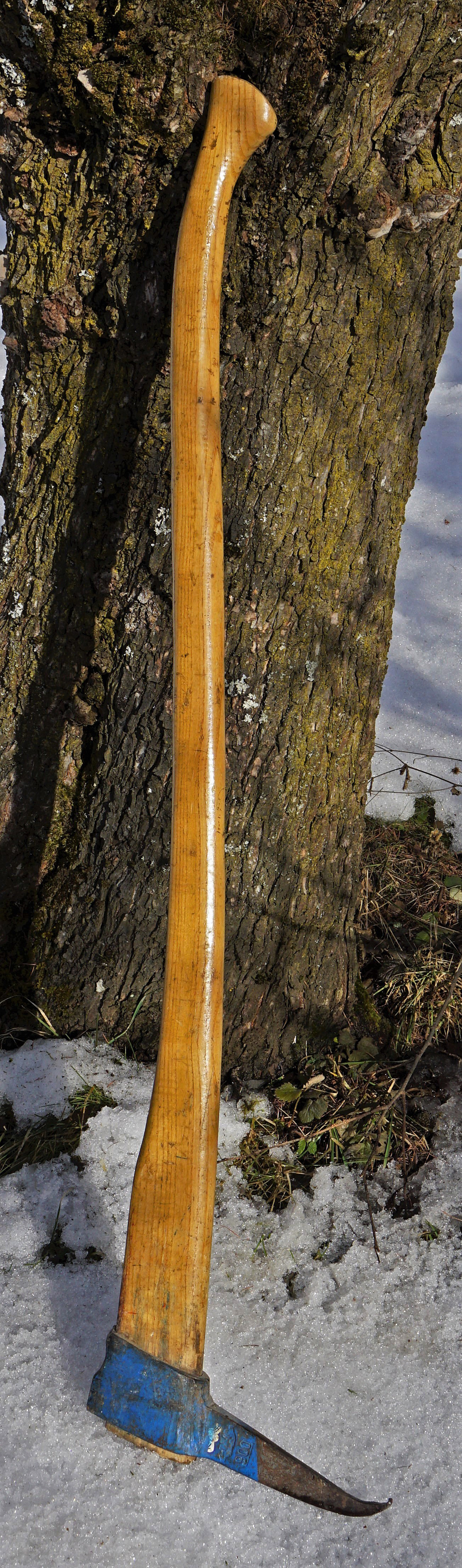
Tiratronchi

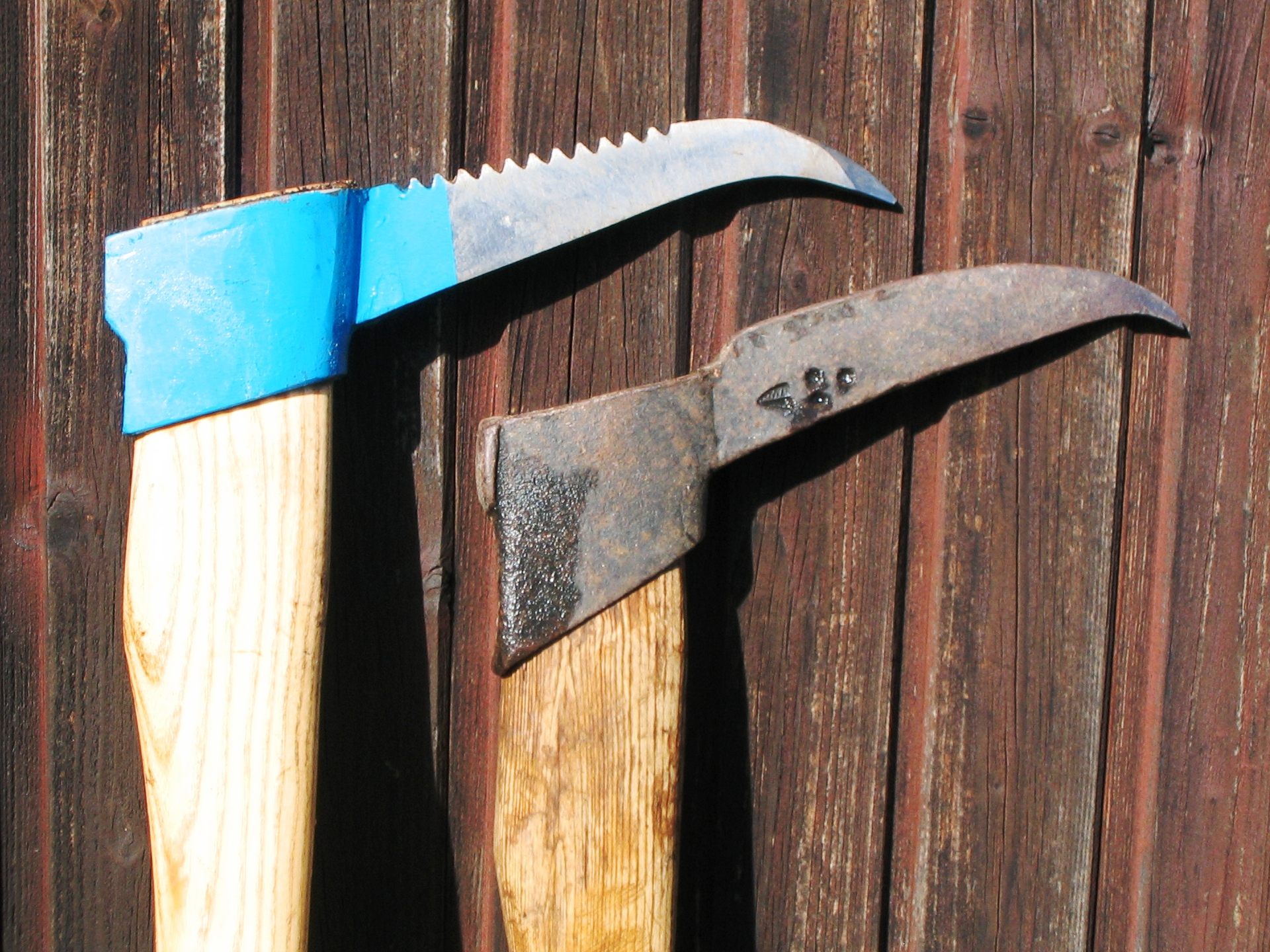
Due versioni di tiratronchi

Il tiratronchi (chiamato anche pickaroon o picaroon) è uno strumento utilizzato nella lavorazione e movimentazione dei tronchi, formato da un manico che può essere in legno, alluminio o fibra di vetro e da una testa metallica dotata di uncino.
Si distingue dal mezzomarinaro per il fatto di avere un manico più corto e per la mancanza della punta metallica mentre si distingue dal giratronchi per il fatto di avere un uncino fisso e rivolto verso l'impugnatura piuttosto che regolabile e con la punta rivolta dalla parte opposta rispetto alla mano dell'utilizzatore.
Un tiratronchi con una punta particolarmente uncinata viene chiamato sappie o hookaroon; nella versione con una lama parallela al manico dalla parte opposta all'uncino è invece conosciuto come axaroon e di fatto costituisce due strumenti in uno.